# Иноуэ, Косэй
Косэ́й Ино́уэ (яп. 井上 康生, 15 мая 1978, Мияконодзё) — японский дзюдоист полутяжёлой весовой категории, 7-й дан, выступал за сборную Японии в конце 1990-х — середине 2000-х годов. Чемпион летних Олимпийских игр в Сиднее, трёхкратный чемпион мира, двукратный чемпион Азиатских игр, победитель многих турниров национального и международного значения. Также известен как тренер по дзюдо.

## Биография
Косэй Иноуэ родился 15 мая 1978 года в городе Мияконодзё префектуры Миядзаки.
Первого серьёзного успеха на взрослом международном уровне добился в 1998 году, когда попал в основной состав японской национальной сборной и побывал на Азиатских играх в Бангкоке, откуда привёз награду золотого достоинства, выигранную в зачёте полутяжёлого веса. Год спустя выступил на чемпионате мира в Бирмингеме, где тоже одолел всех своих соперников и завоевал золотую медаль. Благодаря череде удачных выступлений удостоился права защищать честь страны на летних Олимпийских играх 2000 года в Сиднее, причём на церемонии открытия нёс знамя Японии. В итоге справился здесь со всеми соперниками, в том числе с сильным израильским дзюдоистом Ариэлем Зеэви в четвертьфинале, и получил золотую медаль.
В 2001 году Иноуэ был лучшим в своём весовом дивизионе на мировом первенстве в Мюнхене, в следующем сезоне добавил в послужной список золотую медаль, выигранную на Азиатских играх в Пусане в абсолютной весовой категории. В 2003 году в третий раз подряд завоевал титул чемпиона мира в полутяжёлом весе, одержав победу на домашнем мировом первенстве в Осаке. Будучи капитаном дзюдоистской команды Японии, благополучно прошёл квалификацию на Олимпийские игры 2004 года в Афинах, однако на Играх выступил крайне неудачно, в четвертьфинале потерпел поражение от голландца Элко ван дер Геста, экс-чемпиона Европы, тогда как в утешительных поединках за третье место проиграл азербайджанцу Мовлуду Миралиеву, в итоге оставшись вообще без медалей.
После провальной афинской Олимпиады Косэй Иноуэ остался в основном составе японской национальной сборной и продолжил принимать участие в крупнейших международных турнирах, тем не менее, существенных достижений больше не добивался. В 2005 году он получил серьёзную травму плеча и вынужден был пропустить несколько сезонов, вернувшись в большой спорт только в 2007 году уже в супертяжёлой весовой категории. Пытался пройти отбор на Олимпийские игры в Пекине, однако на квалификационных соревнованиях потерпел поражение иппоном от конкурента по команде Ёхэя Такаи и из-за этого поражения вынужден был отказаться от поездки на Игры. В итоге его место в сборной занял Сатоси Исии, победивший на квалификационном турнире Кэйдзи Судзуки — в итоге Исии привёз с Олимпиады золотую медаль.
С 2008 года Иноуэ женат на японской актрисе и телеведущей Аки Хигасихаре. Завершив карьеру дзюдоиста, он вошёл в состав Олимпийского комитета Японии и отправился в Великобританию, изучать английский язык. В течение шести месяцев проживал в Эдинбурге, тренировался вместе с шотландской командой по дзюдо, затем сроком на двенадцать месяцев переехал в Лондон, где преподавал дзюдо в старейшем клубе японских боевых искусств Budokwai. Вернувшись на родину, работал в качестве тренера с тяжеловесами японской национальной сборной.